# Bryan Dick
Bryan Dick (Ciudad de Carlisle, Reino Unido, 1 de febrero de 1978) es un actor británico conocido por sus numerosas apariciones en películas y series de televisión tanto en el Reino Unido como en los Estados Unidos.

## Biografía

### Inicios
En su niñez, Dick entrenó como bailarín profesional en la escuela de danza Joy Irvings dance & Wendy Allens School en Carlisle, para luego pasar a la London Academy of Music and Dramatic Art (LAMDA), aunque ya había trabajado profesionalmente como actor infantil en la miniserie de ITV The Life and Times of Henry Pratt (1992).

### Carrera
Desde que dejó LAMDA, Dick ha aparecido en numerosos programas de televisión, incluyendo el papel de Archie en la serie de televisión White Teeth. También obtuvo un papel secundario en la serie Blackpool, junto al actor David Tennant. Sus otros papeles en televisión incluyen el de Thomas Wyatt en The Virgin Queen, y como el príncipe Turveydrop en la premiada versión de la BBCBleak House, basada en la novela de Charles Dickens. 
También apareció en Ordeal By Innocence junto a Geraldine McEwan. En 2008, apareció como el personaje de Adam en un episodio de la popular serie de ciencia ficción Torchwood, y en la serie Shameless cuando asumió el papel de Jack Wyatt. Dick ha tenido varios papeles en la gran pantalla, incluyendo el papel de Joseph Nagle en la película de Peter Weir Master and Commander: The Far Side of the World (2003) y como Rafe en la película Blood & Chocolate (2007). 
En teatro, ha aparecido en las obras Plasticine y Sliding With Suzanne en el Royal Court Theatre. En 2006, apareció en dos obras de teatro en el Teatro Nacional de Londres, como Andrea Sarti en La vida de Galileo y como Dapper en El alquimista. En 2007, interpretó el papel principal de Mozart en Amadeus, en el Crucible Theatre.

## Filmografía
| Año  | Título                                          | Papel                   | Notas                            |
| ---- | ----------------------------------------------- | ----------------------- | -------------------------------- |
| 1992 | The Life and Times of Henry Pratt               | Henry Pratt de joven    | 1 episodio                       |
| 1993 | Bonjour la Classe                               | Adam Hunley             | 6 episodios                      |
| 1994 | Earthfasts                                      | Nellie Jack John        | 2 episodios                      |
| 2000 | Losing It                                       | Tom                     | Película para la TV              |
| 2001 | Shockers: Parent's Night                        | Alan                    | Película para la TV              |
| 2001 | Clocking Off                                    | Scott Aindow            | Episodio: "Bev's Story"          |
| 2001 | Dream                                           | Bobby                   |                                  |
| 2001 | The Bill                                        | Tristan King            | Episodio: "Lick of Paint"        |
| 2001 | Mersey Beat                                     | David Carter            | Episodio: "Dead Time")           |
| 2001 | Superintendent Winter                           | Sonen                   | Episodio: "Dans med en ängel"    |
| 2002 | Strange                                         | Toby                    |                                  |
| 2002 | Morvern Callar                                  | Muchacho                |                                  |
| 2002 | Bedtime                                         | P.C. Jones              | 3 episodios                      |
| 2002 | White Teeth                                     | Joven Archie            |                                  |
| 2002 | Dalziel and Pascoe                              | Marcus Vanstone         | Episodio: "Mens Sana"            |
| 2003 | Blue Murder                                     | Dean Hendrix            | 1 episodio                       |
| 2003 | Master and Commander: The Far Side of the World | Joseph Nagle            |                                  |
| 2003 | Foyle's War                                     | Kenneth Hunter          | Episodio: "Fifty Ships")         |
| 2004 | Red Cap                                         | Sgt. Terry Canavan      | Episodio: "Long Time Dead"       |
| 2004 | Bunk Bed Boys                                   | Phil                    | Película para la TV              |
| 2004 | Passer By                                       | Ruddock                 | Película para la TV              |
| 2004 | The Long Firm                                   | Beardsley               |                                  |
| 2004 | Blackpool                                       | D.C. Blythe             | 6 episodios                      |
| 2005 | Twenty Thousand Streets Under the Sky           | Bob                     |                                  |
| 2005 | Brothers of the Head                            | Paul Day (años setenta) |                                  |
| 2005 | Colour Me Kubrick                               | Sean                    |                                  |
| 2005 | Bleak House                                     | Príncipe Turveydrop     | 6 episodios                      |
| 2006 | Shameless                                       | Jack Wyatt              | 1 episodio                       |
| 2006 | The Virgin Queen                                | Thomas Wyatt            | 1 episodio                       |
| 2006 | Vincent                                         | Simon Nelson            | 1 episodio                       |
| 2007 | Blood and Chocolate                             | Rafe                    |                                  |
| 2007 | Marple                                          | Micky Argyle            | Película para la TV              |
| 2007 | Sold                                            | Danny                   | 6 episodios                      |
| 2007 | The Old Curiosity Shop                          | Freddie Trent           | Película para la TV              |
| 2008 | Torchwood                                       | Adam Smith              | Episodio: "Adam"                 |
| 2008 | He Kills Coppers                                | Peter                   | Película para la TV              |
| 2009 | Lewis                                           | Phil Beaumont           | Episodio: "The Quality of Mercy" |
| 2009 | All the Small Things                            | Jake Barton             | 6 episodios                      |
| 2010 | Eric and Ernie                                  | Ernie Wise              | Película para la TV              |
| 2010 | Being Human                                     | Sykes                   | 1 episodio                       |
| 2010 | Ashes to Ashes                                  | Daniel Stafford         | 1 episodio                       |
| 2010 | Excluded                                        | Ian                     | Película para la TV              |
| 2011 | Day of the Flowers                              | Conway                  |                                  |
| 2011 | Haven                                           | Ian Haskell             | 1 episodio                       |
| 2011 | I, Anna                                         | D.C. Peter Hickock      |                                  |
| 2013 | Silent Witness                                  | Lucas Ballinger         | 2 episodios                      |
| 2013 | Crimen en el paraíso                            | Benjamin Sammy          | 1 episodio                       |
| 2013 | The Ice Cream Girls                             | Al                      |                                  |